# Sinapinsyra
Sinapinsyra är en liten naturligt förekommande karboxylsyra som tillhör familjen fenylpropanoider. Den är ofta använd som matris vid MALDI-masspektrometri, och är för detta ändamål särskilt användbar till peptider och proteiner.